# General Conesa (Río Negro)
General Conesa é uma cidade da Argentina, localizada na província de Rio Negro